# Holubivka
Holubivka (ukrajinsky Голубівка) je město v Luhanské oblasti na Ukrajině. Leží na řece Luhani ve východní části Donbasu; nedaleko Stachanova a zhruba 55 kilometrů západně od Luhanska, hlavního města oblasti. V roce 2013 žilo v Holubivce bezmála 29 tisíc obyvatel.
Osídlení zde bylo založeno roku 1754 s jménem Holubivka (Голубівка). V roce 1962 bylo přejmenována na počest sovětského komunistického funkcionáře Sergeje Mironoviče Kirova na Kirovsk (ukrajinsky Кіровськ, rusky Кировск) a v roce 2016 zpět na Holubivku.